# Anisodesmus konakri
Anisodesmus konakri är en mångfotingart som beskrevs av Cook 1896. Anisodesmus konakri ingår i släktet Anisodesmus och familjen Chelodesmidae. Inga underarter finns listade i Catalogue of Life.